# Heinz Schnepf
Heinz Schnepf (* 21. Januar 1925 in Bad Kreuznach; † 14. Februar 2007 in Roxheim) war ein deutscher Turner.

## Karriere
Schnepf, mit einer Weite vom 5,60 Metern deutscher Jugendmeister 1938 im Weitsprung, war als Mitglied des MTV Bad Kreuznach mehrfacher deutscher Meister im Turnen, darunter 1942, 1954 sowie 1956 im Bodenturnen. Er gehörte 16 Jahre lang dem deutschen Nationalkader an, unter anderem bei der ersten Auslandsreise der Deutschlandriege nach dem Zweiten Weltkrieg im März 1950. Der Wettkampf der Deutschmeister-Riege des VfL Bad Kreuznach um Schnepf, Jakob Kiefer und Willi Jöckel am 29. Juli 1950 vor 10.000 Zuschauern im Kreuznacher Oranienpark wird als „legendär“ bezeichnet. Beim Ausscheidungsturnen für die Olympischen Sommerspiele 1952 belegte Schnepf lediglich den neunten Rang hinter Adalbert Dickhut, Helmut Bantz, Theo Wied, Friedel Overwien, Alfred Schwarzmann, Erich Wied, Robert Klein und Kurt Euteneuer. Im Olympischen Zwölfkampf beim Deutschen Turnfest 1953 kam der Bad Kreuznacher auf den achten Rang. Mit der deutschen Mannschaft belegte Schnepf bei den Turn-Weltmeisterschaften 1954 den vierten Platz und kam im Einzel-Mehrkampf auf den 52. Rang unter 132 Teilnehmern. Die Ausscheidungen für die Olympischen Sommerspiele 1956 beendete Schnepf erneut auf dem neunten Rang hinter Bantz, Dickhut, Hans Pfann, Klein, Theo und Erich Wied, Herbert Schmitt und Friedhelm Irle. Im November 1999 wurde Schnepf für seine Verdienste um das Turnen zum Ehrenmitglied des Turngaus Nahe ernannt. Nach dem Krieg im elterlichen Heizungsbauunternehmen eingestiegen, lebte Schnepf seit den 1950er Jahren in Roxheim und verstarb dort im Alter von 82 Jahren unerwartet beim Turntraining.